# Benció I de Carcassona
Benció I de Carcassona (? - 908) fou comte de Carcassona i Rasès (906-908).

## Orígens familiars
Fill primer del comte Oliba II de Carcassona, fou germà del també comte Acfred II de Carcassona.

## Ascens al tron comtal
Aconseguí ascendir al tron comtal l'any 906, a la mort del seu oncle Acfred I de Carcassona. Aquesta havia accedit al poder a la mort d'Oliba II, primer en virtut de regent dels fills d'Oliba II però realment ho feu com a comte titular.
Morí el 908, sense fills coneguts, per la qual cosa el succeí el seu germà.